# احمد سهیل
احمد سهیل (زادهٔ ۸ فوریهٔ ۱۹۹۹) بازیکن فوتبال اهل قطر است.
از باشگاه‌هایی که در آن بازی کرده‌است می‌توان به باشگاه ورزشی السد اشاره کرد.
وی همچنین در تیم ملی فوتبال زیر ۲۳ سال قطر بازی کرده‌است.